# Calvanico
Calvanico község (comune) Olaszország Campania régiójában, Salerno megyében.

## Fekvése
A megye északi részén fekszik. Határai: Fisciano, Giffoni Sei Casali, Giffoni Valle Piana, Montoro Superiore, Serino és Solofra.

## Története
A település első írásos említése 1009-ből származik Calbanicu néven. A régészeti leletek azonban arról tanúskodnak, hogy a vidék már a paleolitikumban lakott volt. Egyes feltételezések szerint a Calvanico név az ókori római Cluvium település nevéből ered, amelyet Hannibal seregei elpusztítottak a karthágói hadvezér dél-itáliai hadjáratai során. A következő századok során nemesi családok birtoka volt (San Severino, Caracciolo, Orsini). 1806-ban Fisciano része lett, amikor Joachim Murat felszámolta a Nápolyi Királyságban a feudalizmust. 1829-ben lett önálló.

## Népessége
A népesség számának alakulása:

## Főbb látnivalói
- San Michele sul Pizzo-templom
- San Salvatore-templom